# 黎原
黎 原（れい げん、リー・ユエン、1917年 - 2008年12月18日）は、中華人民共和国の官僚、政治家、将軍。

## 経歴
1917年、河南省息県で生まれる。1937年8月、南京中央陸軍軍官学校を卒業。
1938年4月、黎原は八路軍に入隊した、同年に中国共産党入党。中国人民抗日軍事政治大学に入学しました。
日中戦争が勝利した後に、黎原は遼瀋戦役、平津戦役と湘西の匪賊討伐に参加しました。1951年4月、黎原は抗美援朝戦争に参加しました。その後、広州軍区副参謀長、軍長、湖南省革命委員会主任、蘭州軍区副司令官を歴任。
1964年、少将に昇格。
2008年12月18日に北京市で死去。

## 著書
- 黎原 (2009) (中国語). 黎原回憶録. 北京市: 中国人民解放軍出版社. ISBN 9787506557757